# Échembrote
Échembrote est un poète grec d'Arcadie. Selon Pausanias, Échembrote offrit un trépied de bronze à Héraclès lorsqu'il remporta les Jeux Amphictyoniques.